# Jornada (Valence)
Pour les articles homonymes, voir Jornada.
Jornada est un journal publié dans la ville de Valence (Espagne) entre 1941 et 1975.

## Histoire
Fondée en 1941, Jornada appartenait au réseau de presse (es) du Movimiento. Dans la ville de Valence, il coexistait avec le journal Levante qui paraissait le matin, Jornada étant un journal du soir. Il était depuis ses origines un journal déficitaire et ses ventes sont restées toujours modestes. En 1975, il accumulait un déficit de plus de treize millions de pesetas, ce qui finit par conduire à sa fermeture, son dernier numéro paraissant le 30 septembre 1975. Sa disparition coïncide avec celle du journal du soir de Malaga, La Tarde (es).

## Directeurs
José María Bugella et José Barberá Armelles sont ses directeurs les plus notables.